# Johann Heinrich Gottlob von Justi
Johann Heinrich Gottlob von Justi (1717 i Brücken—21. Juli 1771 i Küstrin) var en tysk økonomisk forfatter, der blandt andet virkede i Danmark.

## Karriere
von Justi førte et overordentlig bevæget, omflakkende liv. Efter at have studeret kameralvidenskab ved universitetet i Wittenberg og senere universitetet i Jena, fra hvis universitet han blev relegeret, trådte han i preussisk krigstjeneste og deltog i den østrigske arvefølgekrig, hvor han blev taget til fange. Han flygtede imidlertid og dukkede op i Leipzig, hvor han kastede sig over praktiske studier, navnlig metallurgi. I 1750 blev han professor i kameralistik ved det da nyligt oprettede ridderakademi Theresianum i Wien, i 1755 bjergråd og lektor i naturvidenskaberne i Göttingen, 1757—1758 på foranledning af den danske minister Bernstorff »koloniinspektør« i København (senere Hamborg-Altona) og var endelig 1765—1768 direktør for de preussiske statsbjergværker, fra hvilket embede han blev afsat som sigtet for underslæb.

## Betydning
Til dette rastløse liv svarer hans utrolig frugtbare og mangesidige forfattervirksomhed inden for alle statsvidenskabernes områder. Datidens kameralvidenskab var et kaos af teorier og praktisk-administrative regler vedrørende stats- og finansvæsen, skattepolitik, forvaltningslære, politik, teknologi og økonomi. Her skabte von Justi med sin logiske og metodiske ånd orden og systematik og banede derved — samtidig med at han resumerede og afsluttede kameralistikken — overgangen til nationaløkonomien og finansvidenskaberne i moderne betydning, hvorfor han må betegnes som en af Adam Smith’s betydeligste forløbere. Han havde sit teoretiske udgangspunkt i merkantilismen og delte dens anskuelser om handelsbalancen, møntpolitikken, dens sværmeri for en uindskrænket befolkningsforøgelse og en stærk centralisation med en landsfaderlig absolutisme (enevælden) som midtpunkt. På finans- og skattepolitikkens område var han en reformator, hvis indflydelse spores langt ind i 19. århundrede.

## Forfatterskab
Af hans talrige skrifter skal her nævnes:
- Staatswirtschaft oder systematische Abhandlung aller ökonomischen und Cameralwissenschaft, 2 Bind, I+II (1755)
- Grundsätze der Polizeywissenschaft (1756)
- Grundriss des gesamten Mineralreiches worinnen alle Fossilien in einem ihren wesentlichen Beschaffenheiten gemässen, Zusammenhange vorgestellet und beschrieben werden. Verlag der Wittwe Vandenhöck, Göttingen 1757.
  - 2. udgave 1765 (Digitaliseret
- Die Chimäre des Gleichgewichts von Europa (1758)
- Vollständige Abhandlung von denen Manufakturen und Fabriken, 2 Bind: I (1758), II (1761)
- Die Chimäre des Gleichgewichts der Handlung und Schiffahrt (1759)
- Der Grundriss einer guten Regierung (1759)
- Psammitichus, 2 Bind: I (1759), II (1760)
- Natur und Wesen der Staaten (1760)
- Leben und Charakter des Königl. Polnischen und Churfürstl. Sächsischen Premier-Ministre Grafens von Brühl, 3 Bind: I (1760), II (1761), III (1764)
- Die Grundfeste zu Macht und Glückseligkeit der Staaten, 2 Bind: I (1760), II (1761)
- Schauplatz der Künste und Handwerke oder vollständige Beschreibung derselben: verfertiget oder gebilliget von denen Herren der Academie der Wissenschaften zu Paris. In das Teutsche übersetzt und mit Anmerkungen versehen… Berlin u.a.: Rüdiger u.a. 1762-1805 (21 Bde.) Eine Übersetzung von Teilen der Encyclopédie; Justi ist Übersetzer der Bände 1-4.
- Gesammelte politische und Finanzschriften 3 Bind: I+II (1761), III (1764)
- Vergleichungen der europäischen mit den asiatischen und andern vermeintlich barbarischen Regierungen (1762)
- Ausführliche Abhandlung von denen Steuern und Abgaben (1762)
- System des Finanzwesens (1766)
- Abhandlung von den Eisenhammern und hohen Oefen von dem Herrn Marquis von Courtivron und Herr Bouchu.., Aus dem Französischen übersetzt und mit Anmerkungen versehen, Berlin, Stettin und Leipzig 1763, E-Book, ISBN 978-3-941919-72-3, Potsdam 2010.
- Abhandlung von den Eisenhammern und hohen Oefen in Teutschland  von dem hochgebohrnen Reichsgrafen Herrn Johann Christian Grafen zu Solms-Baruth, Berlin, Stettin und Leipzig, 1764, E-Book, ISBN 978-3-941919-73-0, Potsdam 2010.